# Listen to Your Heart
Listen to Your Heart е песен на шведското поп дуо „Роксет“, която първоначално е издадена в Швеция през септември 1988 г. като втори сингъл от втория студиен албум на групата Look Sharp! (1988). Песента е написана от Пер Гесле и бившия китарист на „Джилен Тидер“ Матс Персон. Песента се превръща в един от най-успешните сингли на 1989 г., достигайки №1 както в Съединените щати, така и в Канада през ноември 1989 г. Listen to Your Heart е първата песен, която достига №1 в Съединените щати без търговски издаден 7-инчов сингъл.
Listen to Your Heart първоначално достига №62 в Обединеното кралство, когато е издаденa там през октомври 1989 г., докато в САЩ („Билборд Хот 100“ и „Кеш Бокс Топ 100“) и Канада достига до №1. Въпреки това, след успеха на It Must Have Been Love, песента е преиздадена като сингъл, заедно с Dangerous на обратната страна през август 1990 г., след което достига №6 в „Ю Кей Сингълс Чарт“.
Дъг Фриел режисира музикалното видео към песента, което е заснето по време на изпълнение на живо в руините на замъка Боргхолм на шведския остров Йоланд в Балтийско море. Режисьорът и продуцентският екип на видеото смятат, че руините на замъка са създадени специално за видеото, докато Пер Гесле каза: „Отне известно време да ги убедя, че мястото всъщност е истинско.“ Песента е изпълнявана на всички концертни турнета на „Роксет“. На Look Sharp! Live Tour и Join the Joyride! Tour, Listen to Your Heart е изпълнена в оригиналния си стил на „мощна балада“, въпреки че е изпълнявана в акустична версия на всички турнета след Crash! Boom! Bang! Tour.

## Формати и списъци с песни
Всички текстове са написани от Пер Гесле. Музиката е композирана от Пер Гесле с изключение на Listen to Your Heart, която е на Пер Гесле и Матс Персон и Half a Woman, Half a Shadow на Мари Фредриксон.
- Европейски 7-инчов сингъл (Sweden 1363237 · UK EM108)
- Европейска касета (UK TCEM108)

1. Listen to Your Heart – 5:12
2. (I Could Never) Give You Up – 3:59

- САЩ 7-инчов единичен (B-50223)
- Американска касета (4JM-50223)

1. Listen to Your Heart – 5:12
2. Half a Woman, Half a Shadow – 3:33

- CD сингъл (UK CDEM108)

1. Listen to Your Heart (Single Mix) – 5:14
2. Dressed for Success (New Radio Mix) – 3:56
3. (I Could Never) Give You Up – 3:58
4. Neverending Love (Live) – 3:31

- CD сингъл (1990 преиздание в Обединеното кралство и Ирландия) (UK CDEM149)

1. Listen to Your Heart (Swedish Single Version) – 5:12
2. Dangerous – 3:46
3. Listen to Your Heart (US Mix) – 4:53
4. Dangerous (U.S. Club Edit) – 3:46

## Музиканти
- Мари Фредриксон – основни и задни вокали
- Пер Гесле – задни вокали, китара
- Пер Алсинг – барабани
- Андерс Херлин – програмиране, звукорежисьор
- Йонас Исасон – електрическа китара
- Кларънс Офверман – клавиши, програмиране, продукция, миксиране
- Алар Суурна – миксиране

## Сертификати и продажби
| Страна                                      | Сертификат | Сертифицирани бройки / продажби |
| ------------------------------------------- | ---------- | ------------------------------- |
| Австрия Физически продажби                  | Златен     | 25 000                          |
| Великобритания Физически продажби+стрийминг | Сребърен   | 200 000                         |
| Дания Физически продажби+стрийминг          | Златен     | 45 000                          |
| Швеция                                      | Златен     | 25 000                          |